# Список глав Анголы

Штандарт президента Анголы

Список глав Анголы включает лиц, являвшихся главой государства Ангола после обретения ею независимости в 1975 году, а также руководителей Переходного правительства () и глав провозглашённых участниками гражданской войны в 1975 году альтернативных ангольских государств ().
В настоящее время главой государства и правительства и главнокомандующим Вооружёнными силами страны является Президе́нт Респу́блики Анго́ла (порт. Presidente da República de Angola), неофициально — Президе́нт Анго́лы (порт. Presidente de Angola), обычно — Президент Республики (порт. Presidente da República). В действующей Конституции, обнародованной в 2010 году, посту президента посвящена часть 1 главы II. Ею установлен порядок, когда первый номер победившего на выборах в Национальную ассамблею партийного списка автоматически становится президентом страны (с правом однократного повторного избрания).
Применённая в первых столбцах таблиц нумерация является условной. Также условным является использование в первых столбцах цветовой заливки, служащей для упрощения восприятия принадлежности лиц к различным политическим силам без необходимости обращения к столбцу, отражающему партийную принадлежность. В столбце «Выборы» отражены состоявшиеся выборные процедуры либо иные основания получения главой государства полномочий. Для удобства список разделён на принятые в историографии периоды истории страны. Приведённые в преамбулах к каждому из разделов описания этих периодов призваны пояснить особенности политической жизни страны.

## Народная Республика Ангола (1975—1992)

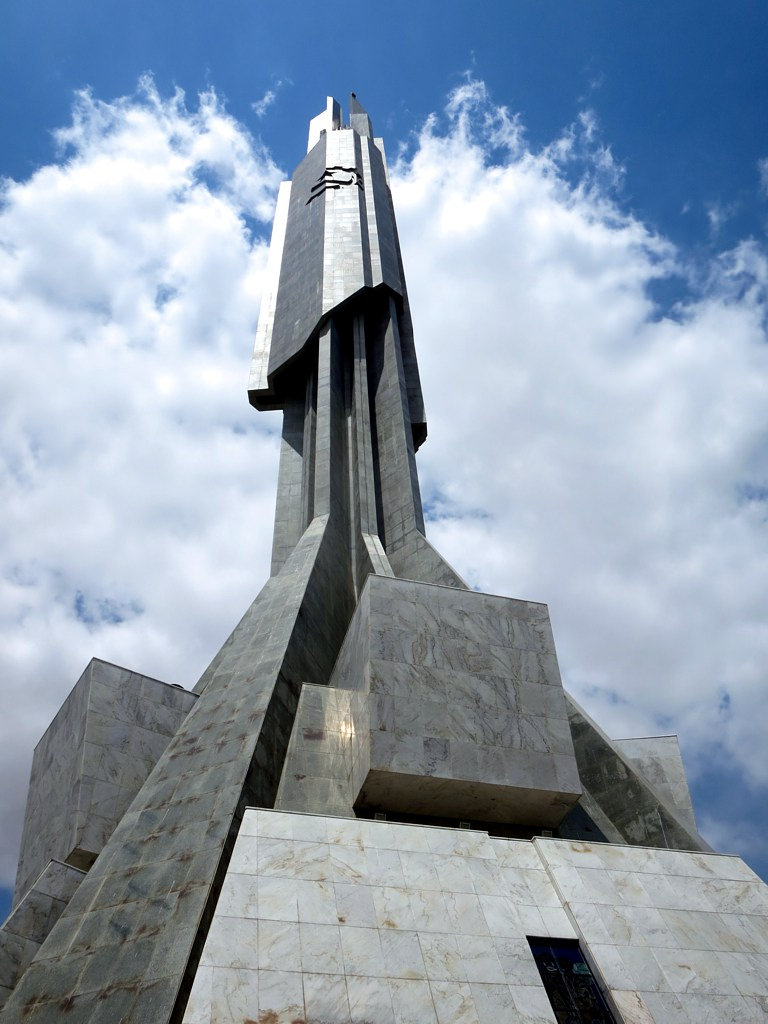
Мемориал Антониу Агоштинью Нету (Луанда)

Война за независимость Анголы (между Португалией и выступавшими за независимость страны военно-политическими группировками), начавшаяся в 1961 году, формально была завершена 15 января 1975 года подписанием в деревне Алвор в южном португальском регионе Алгарви Алворских соглашений между революционным правительством метрополии и ключевыми освободительными силами — Народным движением за освобождение Анголы (МПЛА, опиравшимся на Народные вооружённые силы освобождения Анголы, ФАПЛА), Национальным фронтом освобождения Анголы (ФНЛА, опиравшимся на Армию национального освобождения Анголы, ЭЛНА) и Национальным союзом за полную независимость Анголы (УНИТА, опиравшимся на Вооружённые силы освобождения Анголы, ФАЛА). Соглашения предусматривали создание переходного правительства из представителей португальской администрации и освободительных движений, которое было сформировано 31 января 1975 года во главе с  Президентским советом из представителей МПЛА, ФНЛА и УНИТА (). Однако сразу после его создания между движениями вспыхнули боевые действия за контроль над столицей и максимальной территорией страны; 14 августа работа совместного органа была прекращена. Активное участие в поддержке различных сторон гражданской войны принимали экспедиционные силы Заира, ЮАР и Кубы.
Провозглашение независимости Народной Республики Ангола (порт. República Popular de Angola) состоялось 11 ноября 1975 года. Накануне на совместном заседании Центрального комитета МПЛА и Народно-революционного совета (созданного МПЛА органа государственного управления, впоследствии преобразованного в Национальную ассамблею) был принят её конституционный закон и избран президент, которым стал Антониу Агоштинью Нету.
В тот же день, 11 ноября, ФНЛА в являющемся его базой городе Амбриш провозгласило Демократическую Республику Ангола (порт. República Democrática de Angola), УНИТА в являющемся его базой городе Нова-Лишбоа (ныне — Уамбо) — Социальную Демократическую Республику Ангола (порт. República Social Democrática de Angola), которые 23 ноября объявили об объединении в Народно-Демократическую Республику Ангола (порт. República Democrática Popular de Angola) (). Если ЭЛНА как военная сила утратила значение после разгрома в ноябре 1975 — феврале 1976 гг., то ФАЛА временами, особенно в конце 1980-х, контролировали до трёх четвертей территории страны, однако занять столицу не смогли.
Гражданская война не позволила провести национальные выборы до 1980 года, к тому времени МПЛА — Партия труда создало однопартийное государство. На непрямых многостепенных выборах из числа проверенных кандидатов были выбраны избирательные коллегии, сформировавшие Национальное собрание, которое заместило высшие государственные посты, включая президентский. Следующие выборы должны были состояться в 1983 году, но были отложены до 1986 года из-за продолжающейся войны; они прошли по той же системе.
1 мая 1991 года при посредничестве Португалии, США и СССР между правительством Анголы и УНИТА были подписаны Бисесские соглашения (названы по месту переговоров  — лиссабонскому пригороду Бисессе) о прекращении огня и переходе страны к многопартийной демократии.
|           | Портрет | Имя (годы жизни)                                                                          | Полномочия       | Полномочия       | Партия                                                                                             | Выборы      | Пр.                         |
| Начало    | Портрет | Имя (годы жизни)                                                                          | Окончание        |                  | Партия                                                                                             | Выборы      | Пр.                         |
| --------- | ------- | ----------------------------------------------------------------------------------------- | ---------------- | ---------------- | -------------------------------------------------------------------------------------------------- | ----------- | --------------------------- |
| 1         |         | Антониу Агоштинью Нету (1922—1979) порт. António Agostinho Neto                           | 11 ноября 1975   | 10 сентября 1979 | Народное движение за освобождение Анголы → Народное движение за освобождение Анголы — Партия труда | [ комм. 5 ] | [ 19 ] [ 20 ] [ 21 ] [ 22 ] |
| и. о.     |         | Лусиу Родригу Лейте Баррету ди Лара (1929—2016) порт. Lúcio Rodrigo Leite Barreto de Lara | 11 сентября 1979 | 20 сентября 1979 | Народное движение за освобождение Анголы — Партия труда                                            | [ комм. 6 ] | [ 23 ] [ 24 ] [ 25 ] [ 26 ] |
| 2 (I—III) |         | Жозе Эдуарду душ Сантуш (1942—2022) порт. José Eduardo dos Santos                         | 21 сентября 1979 | 27 августа 1992  | Народное движение за освобождение Анголы — Партия труда                                            | [ комм. 7 ] | [ 27 ] [ 28 ] [ 29 ] [ 30 ] |
| 2 (I—III) | 1980    | Жозе Эдуарду душ Сантуш (1942—2022) порт. José Eduardo dos Santos                         | 21 сентября 1979 | 27 августа 1992  | Народное движение за освобождение Анголы — Партия труда                                            |             | [ 27 ] [ 28 ] [ 29 ] [ 30 ] |
| 2 (I—III) | 1986    | Жозе Эдуарду душ Сантуш (1942—2022) порт. José Eduardo dos Santos                         | 21 сентября 1979 | 27 августа 1992  | Народное движение за освобождение Анголы — Партия труда                                            |             | [ 27 ] [ 28 ] [ 29 ] [ 30 ] |

### Президентский совет переходного правительства (1975)
Президентский совет переходного правительства (порт. Conselho Presidencial do Governo de transição) был создан 31 января 1975 года из представителей трёх основных освободительных движений (Народное движение за освобождение Анголы, Национальный фронт освобождения Анголы и Национальный союз за полную независимость Анголы), подписавших с Португалией  Алворские соглашения между правительством Португалии, положившие конец ангольской борьбе за независимость. Сразу после его создания между движениями вспыхнули боевые действия за контроль над столицей и максимальной территорией страны, в которых активно участвовали экспедиционные контингенты Заира, ЮАР и Кубы; 14 августа работа совместного органа была прекращена.
|        | Портрет | Имя (годы жизни)                                                                         | Полномочия     | Полномочия      | Партия                                           | Пр.           |
| Начало | Портрет | Имя (годы жизни)                                                                         | Окончание      |                 | Партия                                           | Пр.           |
| ------ | ------- | ---------------------------------------------------------------------------------------- | -------------- | --------------- | ------------------------------------------------ | ------------- |
|        |         | Лопу Фортунату Ферейра ду Нашсименту (1942—) порт. Lopo Fortunato Ferreira do Nascimento | 31 января 1975 | 14 августа 1975 | Народное движение за освобождение Анголы         | [ 32 ] [ 33 ] |
|        |         | Джонни Эдуардо Пиннок (1946—2000) порт. Johnny Eduardo Pinnock                           | 31 января 1975 | 14 августа 1975 | Национальный фронт освобождения Анголы           | [ 34 ] [ 35 ] |
|        |         | Жозе ди Асунсан Алберту Нделе (1946—2000) порт. José de Assunção Alberto Ndele           | 31 января 1975 | 14 августа 1975 | Национальный союз за полную независимость Анголы | [ 8 ] [ 31 ]  |

### Правительства участников гражданской войны (1975—1976)
Одновременно с провозглашением 11 ноября 1975 года в Луанде независимости Народной Республики Ангола, соперничающие с МПЛА движения ФНЛА и УНИТА на контролируемых ими территориях провозгласили независимость ещё двух ангольских государств.

#### ФНЛА
Национальный фронт освобождения Анголы (ФНЛА) в являющемся его базой городе Амбриш 11 ноября 1975 года провозгласил Демократическую Республику Ангола (порт. República Democrática de Angola) во главе с Холденом Алваро Роберто, которая 23 ноября объединилась с провозглашённой УНИТА Социальной Демократической Республикой Ангола.
|        | Портрет | Имя (годы жизни)                                              | Полномочия     | Полномочия     | Партия                                 | Пр.                         |
| Начало | Портрет | Имя (годы жизни)                                              | Окончание      |                | Партия                                 | Пр.                         |
| ------ | ------- | ------------------------------------------------------------- | -------------- | -------------- | -------------------------------------- | --------------------------- |
|        |         | Холден Алваро Роберто (1923—2007) порт. Holden Álvaro Roberto | 11 ноября 1975 | 23 ноября 1975 | Национальный фронт освобождения Анголы | [ 36 ] [ 37 ] [ 38 ] [ 39 ] |

#### УНИТА
Национальный союз за полную независимость Анголы (УНИТА) в являющемся его базой городе Нова-Лишбоа (ныне — Уамбо) 11 ноября 1975 года провозгласил Социальную Демократическую Республику Ангола (порт. República Social Democrática de Angola) во главе с Жонашем Мальейру Савимби, которая 23 ноября объединилась с провозглашённой ФНЛА Демократической Республикой Ангола.
|        | Портрет | Имя (годы жизни)                                                | Полномочия     | Полномочия     | Партия                                           | Пр.                         |
| Начало | Портрет | Имя (годы жизни)                                                | Окончание      |                | Партия                                           | Пр.                         |
| ------ | ------- | --------------------------------------------------------------- | -------------- | -------------- | ------------------------------------------------ | --------------------------- |
|        |         | Жонаш Мальейру Савимби (1934—2002) порт. Jonas Malheiro Savimbi | 11 ноября 1975 | 23 ноября 1975 | Национальный союз за полную независимость Анголы | [ 40 ] [ 41 ] [ 42 ] [ 43 ] |

#### Объединённый национальный совет революции
23 ноября 1975 года в Нова-Лишбоа (ныне — Уамбо) было объявлено об объединении Социальной Демократической Республики Ангола и Демократической Республики Ангола в Народно-Демократическую Республику Ангола (порт. República Democrática Popular de Angola). Возглавлявшие объединившиеся республики Холден Алваро Роберто и Жонаш Мальейру Савимби стали сопрезидентами Объединённого национального совета революции (порт. co-presidente do Conselho Nacional Unido da revolução), временного коалиционного правительства ФНЛА и УНИТА. Однако эта структура работала лишь до 30 января 1976 года, и прекратила существование 11 февраля после занятия Нова-Лишбоа силами Народной армии освобождения Анголы (вооружённым крылом МПЛА).
|        | Портрет | Имя (годы жизни)                                                | Полномочия     | Полномочия      | Партия                                           | Пр.                         |
| Начало | Портрет | Имя (годы жизни)                                                | Окончание      |                 | Партия                                           | Пр.                         |
| ------ | ------- | --------------------------------------------------------------- | -------------- | --------------- | ------------------------------------------------ | --------------------------- |
|        |         | Холден Алваро Роберто (1923—2007) порт. Holden Álvaro Roberto   | 23 ноября 1975 | 11 февраля 1976 | Национальный фронт освобождения Анголы           | [ 36 ] [ 37 ] [ 38 ] [ 39 ] |
|        |         | Жонаш Мальейру Савимби (1934—2002) порт. Jonas Malheiro Savimbi | 23 ноября 1975 | 11 февраля 1976 | Национальный союз за полную независимость Анголы | [ 40 ] [ 41 ] [ 42 ] [ 43 ] |

## Республика Ангола (с 1992)
1 мая 1991 года при посредничестве Португалии, США и СССР между правительством Анголы и УНИТА были подписаны Бисесские соглашения о прекращении огня и переходе страны к многопартийной демократии. В соответствии с ними Национальной ассамблеей 25 августа 1992 года был принят новый конституционный закон, по которой страна стала называться Республика Ангола (порт. República de Angola).
Если вооружённые действия были прекращены, то интеграция военизированных формирований в единые вооружённые силы не состоялась. На прошедших 29—30 сентября 1992 году под контролем ООН всеобщих (парламентских и президентских) выборах глава государства избирался прямым общенародным голосованием. Вышедший во второй тур, но отставший от Жозе Эдуарду душ Сантуша (МПЛА — Партия труда) Жонас Савимби (УНИТА), заявил о фальсификациях и отказался участвовать во втором туре. После массовых убийств сторонников оппозиции (30 октября — 1 ноября 1992 года) гражданская война возобновилась и была завершена в 2002 году после гибели Савимби, однако проведение парламентских выборов было отложено до 2008 года, а президентских до 2009 года. Первые из них состоялись, а вторые были вновь отложены до принятия новой конституции страны.
Конституция, обнародованная в 2010 году, отменила прямые выборы на пост президента, и установила порядок, когда первый номер победившего на выборах в Национальную ассамблею партийного списка автоматически становится президентом страны.
|          | Портрет          | Имя (годы жизни)                                                           | Полномочия       | Полномочия       | Партия                                   | Выборы | Пр.                         |
| Начало   | Портрет          | Имя (годы жизни)                                                           | Окончание        |                  | Партия                                   | Выборы | Пр.                         |
| -------- | ---------------- | -------------------------------------------------------------------------- | ---------------- | ---------------- | ---------------------------------------- | ------ | --------------------------- |
| 2 (IV—V) |                  | Жозе Эдуарду душ Сантуш (1942—2022) порт. José Eduardo dos Santos          | 27 августа 1992  | 26 сентября 2012 | Народное движение за освобождение Анголы | 1992   | [ 27 ] [ 28 ] [ 29 ] [ 30 ] |
| 2 (IV—V) | 26 сентября 2012 | Жозе Эдуарду душ Сантуш (1942—2022) порт. José Eduardo dos Santos          | 26 сентября 2017 | 2012             | Народное движение за освобождение Анголы |        | [ 27 ] [ 28 ] [ 29 ] [ 30 ] |
| 3 (I—II) |                  | Жуан Мануэл Гонсалвиш Лоренсу (1954—) порт. João Manuel Gonçalves Lourenço | 26 сентября 2017 | 15 сентября 2022 | Народное движение за освобождение Анголы | 2017   | [ 48 ] [ 49 ] [ 50 ] [ 51 ] |
| 3 (I—II) | 15 сентября 2022 | Жуан Мануэл Гонсалвиш Лоренсу (1954—) порт. João Manuel Gonçalves Lourenço | действующий      | 2022             | Народное движение за освобождение Анголы |        | [ 48 ] [ 49 ] [ 50 ] [ 51 ] |